# Gordon Rigby
Pour les articles homonymes, voir Rigby.
Gordon Rigby né et mort à Los Angeles (7 août 1897 - 11 juillet 1975) est un scénariste américain. Il a écrit pour plus de 40 films entre 1921 et 1948.

## Filmographie partielle
- 1923 : Le Train rouge (Hearts Aflame) de Reginald Barker
- 1926 : Fils de l'orage (Wings of the Storm) de John G. Blystone